# Джалілов Руслан Мірзойович
Джалілов Руслан Мирзоївич (нар. 24 січня 1982 р., Зеленодольськ) — український спринтер каноїст, який змагався з середини 2000-х. На літніх Олімпійських іграх 2004 року в Афінах він вибув у півфіналі як на дистанціях C-2 500 м, так і на C-2 1000 м. Через чотири роки у Пекіні Джалілов вибув у півфіналі змагань С-2 на 1000 м.
Після закінчення спортивної кар'єри, Руслан постійно проживає у місті Дніпро, де виховує юнаків у спортивній школі. Методи виховання засновуються на безперечному досвіді та дуже специфічному, тонкому гуморі, що викликає справжню повагу у всіх, хто чує промови Руслана Мирзої
вича.
По суботах дає майстер-клас з гри у футбол на стадіоні Динамо-Силеїр (вхід вільний). Стиль гри відзначається повною самовіддачою та абсолютним неперейманням щодо того, де там м'яч, а де ноги супротивника. Є безперечним авторитетом, щодо вирішення любих питань на футбольному полі.[джерело?]